# 작은곰자리 11 b
작은곰자리 11 b는 지구로부터 작은곰자리 방향으로 약 390광년 떨어진 곳에 있는 외계 행성으로, K형 거성 작은곰자리 11을 돌고 있다. 이 행성의 최소 질량은 목성의 10.5배로 슈퍼목성으로 부를 수 있다. 궤도경사각이 밝혀지지 않았기 때문에 실제 질량은 이보다 더 클 수 있다. 수치에 따라 극단적일 경우 갈색 왜성으로 판명될 수도 있다. 작은곰자리 11 b는 항성으로부터 약 1.54 천문단위 떨어져 있으며 공전궤도는 원에 가깝다(이는 태양으로부터 화성까지의 거리와 비슷하다). 이 행성의 1년은 지구 시간으로 약 17달이다. 2009년 8월 12일 Döllinger 연구진이 시선속도법을 이용, 이 행성을 발견했다.

## 참고 문헌
- Döllinger;  외. (2009년 8월 12일). “Planetary companions around the K giant stars 11 UMi and HD 32518”. 《Astronomy & Astrophysics》.